# 카야니

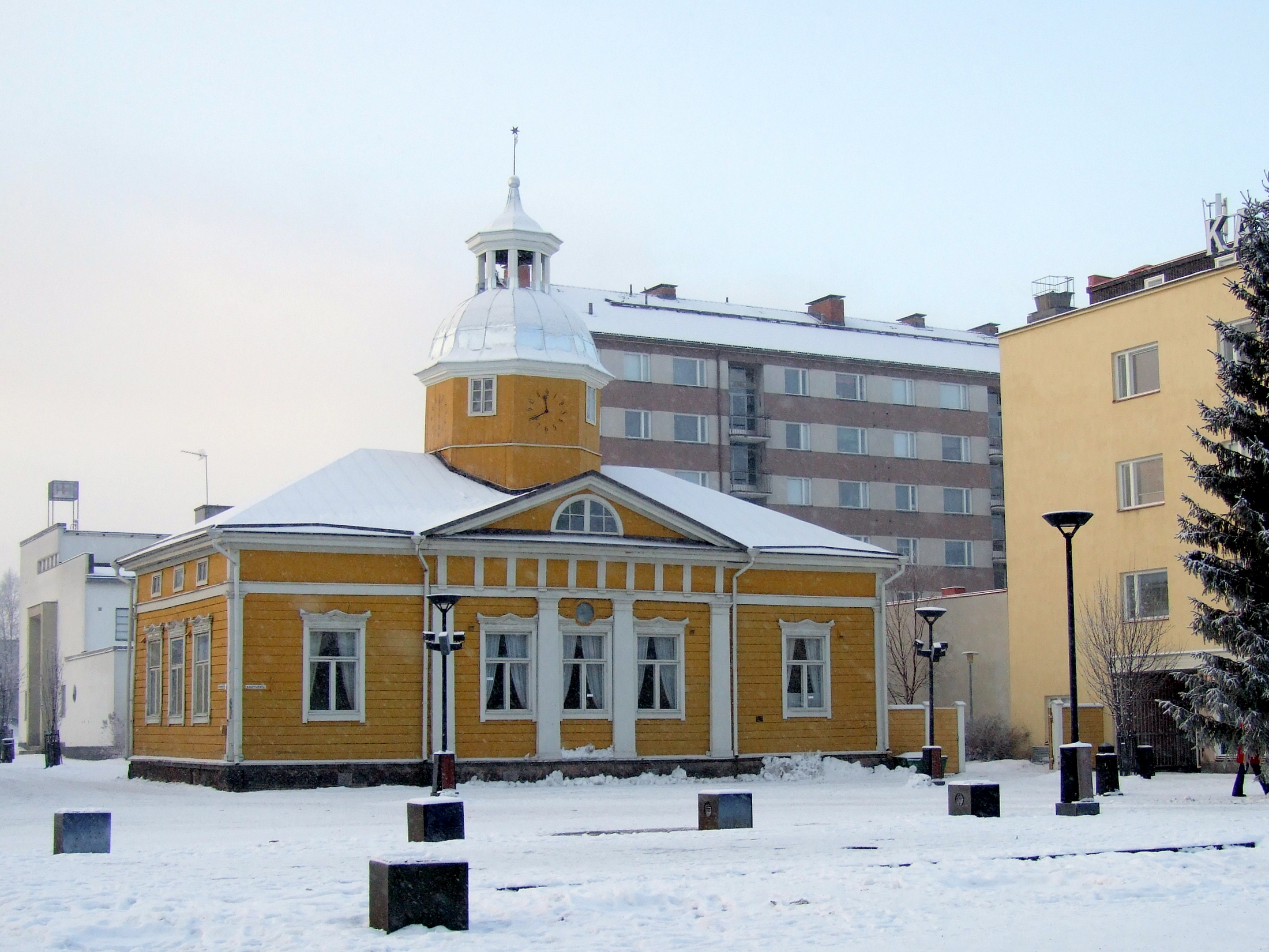
카야니 구 시청사

카야니의 위치

카야니(핀란드어: Kajaani, 스웨덴어: Kajana 카야나[*])는 핀란드의 도시로, 카이누 지역의 중심 도시이며 면적은 2,264.01km2, 인구는 38,038명(2012년 기준), 인구 밀도는 20.73명/km2이다. 오울루호 남동부와 접하며 오울루강을 따라 보트니아만으로 흐른다. 핀란드어를 구사하는 인구는 97.7%이지만 스웨덴어를 구사하는 인구는 0.1% 밖에 안 된다. 19세기 핀란드의 민속학자인 엘리아스 뢴로트가 핀란드 전국 각지에 전해오던 민담을 수집하기 위해 여행했던 곳으로 유명한 도시이다.

시 문장

## 역사

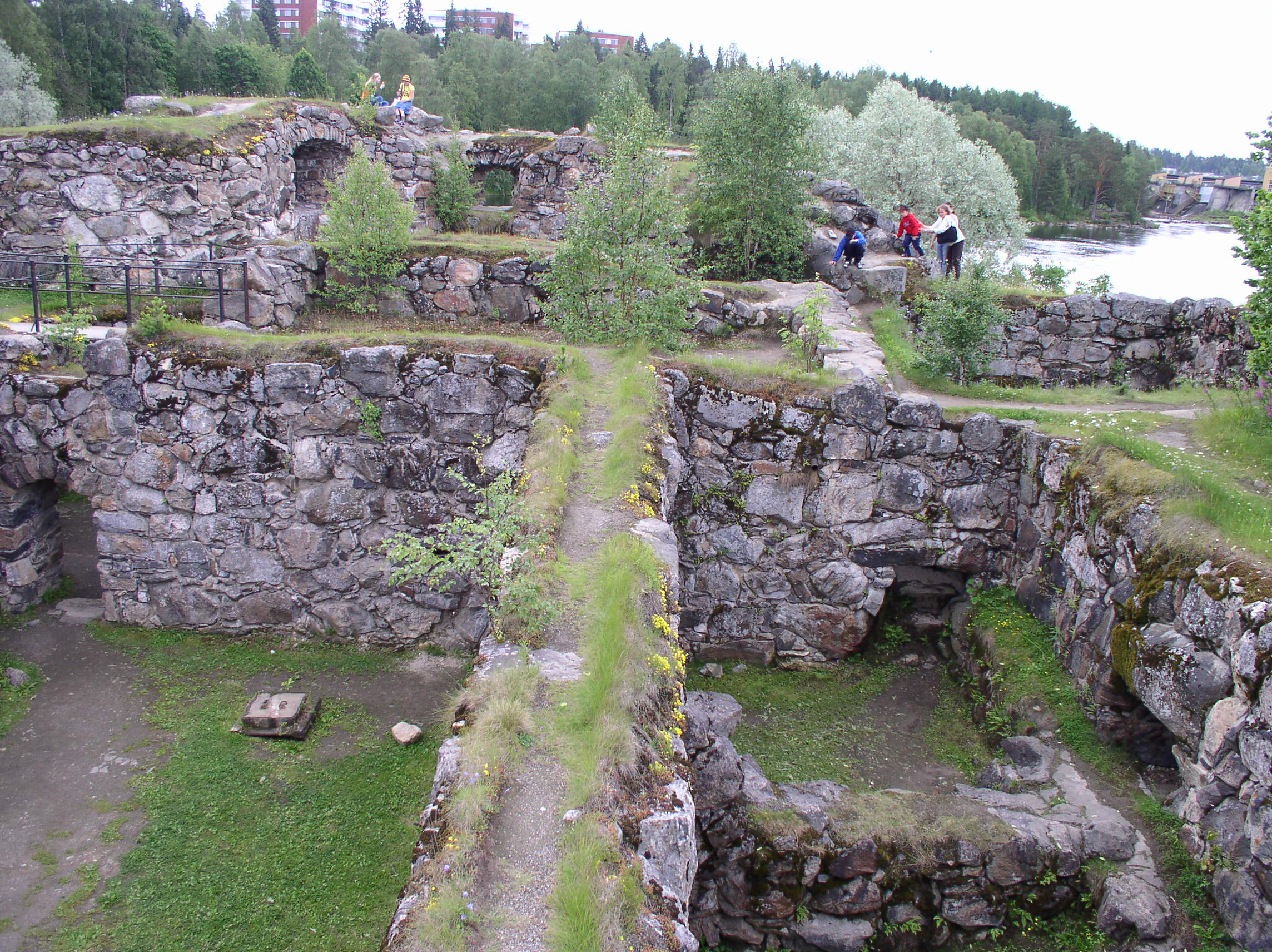
카야니 요새 유적

스웨덴의 지배하에 있던 1651년 핀란드 총독에 의해 건설되었다. 당시 카이누 지역은 대표적인 타르 생산 지역이었으며 이곳에서 생산된 타르는 오울루강과 오울루를 거쳐 유럽으로 수출되었다. 타르는 선박의 부식 방지 등의 용도로 사용되었다.
대표적인 유적인 카야니 요새 유적은 카야니 도심에 있다. 이 요새는 1604년 건설이 시작되었고 1666년 완성되었다. 이 요새는 행정 중심지와 형무소, 군사 기지, 시민을 위한 피난소로 사용되었지만 대북방 전쟁 당시 러시아군에 점령되고 만다. 1716년 3월 러시아군에 의해 파괴되었고 현재는 공원으로 사용되고 있다.
20세기 초반 카야니를 거쳐 헬싱키와 상트페테르부르크를 연결하는 철도가 개통되면서 카야니의 공업화도 급속히 진행되었다. 제2차 세계 대전 이후에 크게 발전했으며 1977년 카야니 주변에 있던 자치체를 병합하여 카야니 시가 신설되었다. 1990년대 중반부터 인구가 감소하고 있으며 2007년 부올리요키(Vuolijoki)를 합병했다.

## 문화
1993년에 개관한 카야니 미술관은 핀란드 현대 미술 작품을 전시하고 있다.1969년에 개관한 카야니 극장은 핀란드의 유명한 극장 가운데 하나로 여겨지며 2003년 올해의 극장으로 선정된 경력이 있다. 매년 카야니 인근에 있는 도시나 마을에서 공연을 연다.
카야니의 대표적인 문화 행사로는 카야니 시의 주간(Kajaanin Runoviikko), 카야니 재즈의 봄(Kainuun JazzKevät) 등이 있다.

## 경제
카야니의 주요 산업은 목재와 임업이다. 1907년 건설된 UPM 카야니 제지 공장은 1919년부터 2008년까지 카야니에서 종이를 생산했다. 카야니 제지 공장은 한때 카야니 최대의 고용주로 여겨졌지만 2008년 말 수익성과 높은 에너지 비용 등을 이유로 폐쇄되었다. 핀란드군 소속 카이누 사단 기지가 주둔하며 매년 약 600명에 달하는 민간인과 4,000명에 달하는 군인들이 고용된다. 카야니 남서부에는 철도 차량 제조 업체인 트랜스테크 오위(Transtech Oy) 공장이 들어서 있으며 VR 그룹(핀란드 철도) 열차가 생산된다.

## 교통
- 카야니 공항: 헬싱키를 연결하는 항공 노선이 운행된다.
- VR 그룹(핀란드 철도): 헬싱키, 오울루, 로바니에미를 연결하는 열차가 하루에 6~7편 운행된다.
- 고속도로: 5호선과 6호선이 지나간다.

## 기후
| Kajaani의 기후           | Kajaani의 기후 | Kajaani의 기후 | Kajaani의 기후 | Kajaani의 기후 | Kajaani의 기후 | Kajaani의 기후 | Kajaani의 기후 | Kajaani의 기후 | Kajaani의 기후 | Kajaani의 기후 | Kajaani의 기후 | Kajaani의 기후 | Kajaani의 기후 |
| 월                       | 1월            | 2월            | 3월            | 4월            | 5월            | 6월            | 7월            | 8월            | 9월            | 10월           | 11월           | 12월           | 연간           |
| ------------------------ | -------------- | -------------- | -------------- | -------------- | -------------- | -------------- | -------------- | -------------- | -------------- | -------------- | -------------- | -------------- | -------------- |
| 역대 최고 기온 °C (°F)   | 6 (43)         | 5 (41)         | 11 (52)        | 21 (70)        | 27 (81)        | 30 (86)        | 31 (88)        | 31 (88)        | 28 (82)        | 15 (59)        | 10 (50)        | 6 (43)         | 31 (88)        |
| 일평균 최고 기온 °C (°F) | −8 (18)        | −7 (19)        | −1 (30)        | 5 (41)         | 12 (54)        | 18 (64)        | 20 (68)        | 17 (63)        | 12 (54)        | 5 (41)         | −2 (28)        | −7 (19)        | 5 (42)         |
| 일평균 최저 기온 °C (°F) | −14 (7)        | −14 (7)        | −10 (14)       | −4 (25)        | 2 (36)         | 8 (46)         | 11 (52)        | 9 (48)         | 5 (41)         | 0 (32)         | −6 (21)        | −11 (12)       | −2 (28)        |
| 역대 최저 기온 °C (°F)   | −41 (−42)      | −37 (−35)      | −35 (−31)      | −25 (−13)      | −11 (12)       | −3 (27)        | 3 (37)         | −3 (27)        | −7 (19)        | −22 (−8)       | −26 (−15)      | −35 (−31)      | −41 (−42)      |
| 평균 강수량 mm (인치)    | 19.1 (0.75)    | 18.8 (0.74)    | 18.8 (0.74)    | 16 (0.6)       | 22.8 (0.90)    | 38.8 (1.53)    | 42.5 (1.67)    | 48.8 (1.92)    | 29.1 (1.15)    | 31.1 (1.22)    | 24.3 (0.96)    | 21 (0.8)       | 331.1 (12.98)  |
| 출처 1: MSN Weather      |                |                |                |                |                |                |                |                |                |                |                |                |                |
| 출처 2: Weatherbase      |                |                |                |                |                |                |                |                |                |                |                |                |                |

## 자매 도시
- 스웨덴 외스테르순드
- 러시아 로스토프나도누
- 독일 슈발름에더크라이스 현
- 헝가리 니레지하저
- 미국 마켓
- 중국 주장 시

## 같이 보기
- 쿠사모
- 오울루
- 솟카모